# 拉伊莫·基尔皮厄
拉伊莫·基尔皮厄（芬蘭語：Raimo Kilpiö，1936年2月2日—），芬兰男子冰球运动员。他曾代表芬兰国家队参加1960年和1964年冬季奥林匹克运动会冰球比赛，分别获得第七名和第六名。